# توني مولدر
توني مولدر (بالإنجليزية: Tony Mulder؛ بالهولندية: Tony Mulder) هو ضابط شرطة وسياسي هولندي وأسترالي، ولد في 9 مايو 1955 في روتردام في هولندا. انتخب عضو المجلس التشريعي التاسماني ‏ عن دائرة Electoral division of Rumney ‏ (7 مايو 2011 – 6 مايو 2017).